# Кровь в бассейне
«Кровь в бассейне» — неофициальное название матча по водному поло между сборными СССР и Венгрии, прошедшего на Олимпийских играх в Мельбурне 6 декабря 1956 года.
Матч состоялся менее чем через месяц после подавления советскими войсками Венгерского восстания 1956 года, и обстановка перед матчем была накалена до предела. Своё название в СМИ матч получил благодаря обошедшим мир кадрам, на которых игрок сборной Венгрии Эрвин Задор выходит из воды с сильным рассечением брови, полученным в борьбе с советскими ватерполистами. Зрителям казалось, что кровь течёт прямо из его глаза. Эти кадры были восприняты многими современниками событий как символическая отсылка к событиям, имевшим место в Венгрии во время восстания.

## Предыстория
Побеждённая в 1945 году Венгрия находилась под советским контролем; 23 октября 1956 года демонстрация студентов Будапештского технологического и экономического университета переросла в восстание против просоветского правительства. С 1 ноября шла переброска советских войск в Венгрию, а с 4 по 10 ноября войска начали подавлять восстание с помощью воздушных ударов, артиллерийских обстрелов и действий танков, поддержанных десантниками.
В то время венгерская команда по водному поло находилась в тренировочном лагере в горах над Будапештом. Они могли слышать выстрелы и видеть, как поднимается дым. Игроки были действующими олимпийскими чемпионами; после двух месяцев летних Олимпийских игр в Мельбурне они были отправлены в Чехословакию. Игроки узнали об истинных масштабах восстания и последующих репрессиях только после прибытия в Австралию, и все они были обеспокоены новостями о друзьях и семье.
К началу Олимпиады восстание было подавлено, и многие игроки увидели в Олимпиаде способ спасти гордость за страну. «Мы чувствовали, что играем не только для себя, но и для всей нашей страны», — сказал Задор после матча. Матч проходил перед политизированной публикой, поддерживавшейся венграми-экспатриантами (многие из которых были на боксерской арене раньше, чтобы увидеть венгерского Ласло Паппа), а также австралийцами и американцами (в то время обе страны были противниками СССР в холодной войне).

## События матча
Перед началом игры венгры разработали стратегию насмешек над русскими, чей язык они изучали в школе. По словам Эрвина Задора: «Мы решили попытаться разозлить русских, чтобы отвлечь их». 
Игра шла в бескомпромиссной борьбе с обилием фолов и обоюдных ударов. В какой-то момент был зафиксирован удар, нанесенный венгерским капитаном Дежё Дьярмати. За несколько минут до конца матча сборная Венгрии выигрывала со счетом 4:0, причём два гола из четырёх были забиты Задором. В этот момент игрок сборной СССР Валентин Прокопов нанёс Эрвину Задору удар кулаком и рассёк кожу над правым глазом, что вызвало обильное кровотечение.  Когда Задор вышел из воды, его кровотечение привело зрителей в исступление: некоторые выбежали к бассейну и начали скандировать антисоветские лозунги и плевать в воду. В происходящее вмешалась полиция и восстановила порядок у бассейна. Однако матч был остановлен и сборной СССР было засчитано поражение в связи с тем, что на момент остановки игры сборная Венгрии вела в счёте. Позже венгры выиграли финальный поединок у сборной Югославии со счетом 2:1 и стали олимпийскими чемпионами.
Взаимное ожесточение описывает и Пётр Мшвениерадзе, которого венгерский нападающий Дежё  Дьярмати дважды сильно ударил в лицо:

Я погнался тогда за своим обидчиком, если бы поймал, задушил бы и утопил, но он успел уплыть… После этой игры не сомневался, что нас ждет та же участь, которая постигла футбольную сборную СССР после Олимпиады 1952 года, но вопреки всем предположениям, я даже получил звание заслуженного мастера спорта.
— Из интервью газете «Советский спорт», 2002 год
Сразу же после окончания Олимпийских игр больше половины игроков сборной Венгрии, принимавших участие в Олимпийском турнире, попросили политического убежища на Западе: 100 венгерских спортсменов решили не возвращаться после Олимпиады на родину. 
В мае 2002 года жившие на тот момент игроки сборных Венгрии и СССР встретились в Монреале, где принесли друг другу извинения за недостойное поведение.